# Manuel Aznar Zubigaray
 (mars 2024).
Si vous disposez d'ouvrages ou d'articles de référence ou si vous connaissez des sites web de qualité traitant du thème abordé ici, merci de compléter l'article en donnant les références utiles à sa vérifiabilité et en les liant à la section « Notes et références ».
Manuel Aznar Zubigaray (1894-1975) était un journaliste espagnol rallié au franquisme, directeur de journaux, qui fut l'un des premiers présidents de l'agence de presse EFE après la Guerre civile espagnole. Il est le grand-père de José María Aznar, qui a été président du gouvernement espagnol.

## Biographie
Très jeune, Manuel Aznar Zubigaray a commencé à collaborer avec le journal La Tradición Navarra, en 1912, un an avant de partit à Bilbao, où il épouse Mercedes Gomez-Acedo Villanueva. Il devient journaliste du quotidien Euzkadi, puis fonde la revue culturelle Hermes. En décembre 1914, sa pièce El jardín del mayorazgo est jouée par les théâtres de Bilbao et qualifiée d'anti-espagnole. En 1916, il est encore un adhérent et un militant convaincu du Parti nationaliste basque.
Il écrit des chroniques de la Première Guerre mondiale, en direct du front, sous le pseudonyme de Gudalgai, qui veut dire « recrue » en basque. Grâce à cette expérience prestigieuse, il est nommé en 1918 directeur quotidien  El Sol de Madrid. Puis en 1922, il traverse l'Atlantique avec sa famille pour prendre successivement la direction des journaux cubains El País (Cuba) et Diario de la Marina, tous les deux basés à Cuba.
Ses idées évoluent vers la droite et il revient en Espagne en 1933 pour diriger la campagne électorale du parti conservateur espagnol, qui ne s'appelle pas encore Fuerza Nueva. En 1936, comme d'autres journalistes de droite, il se place sous la direction des armées de Franco à Burgos, épisode qui lui permettra d'écrire son Historia militar de la Guerra de España (1936-1939) (1940). 
En 1958, il fut pendant deux ans, jusqu'en 1960, l'un des premiers présidents de l'agence de presse espagnole EFE, en succédant à Pedro Gómez Aparicio. En 1964, il est nommé ambassadeur à l'ONU), puis continue une carrière diplomatique au Maroc, en Argentine et en  République dominicaine. Il revient en 1968, pour un an, à la présidence d'EFE, à l'âge de 72 ans.